# Aurora Redondo
Aurora Redondo Pérez (Barcelona, 1 de enero de 1900-El Escorial, 9 de julio de 1996) fue una actriz española.

## Biografía

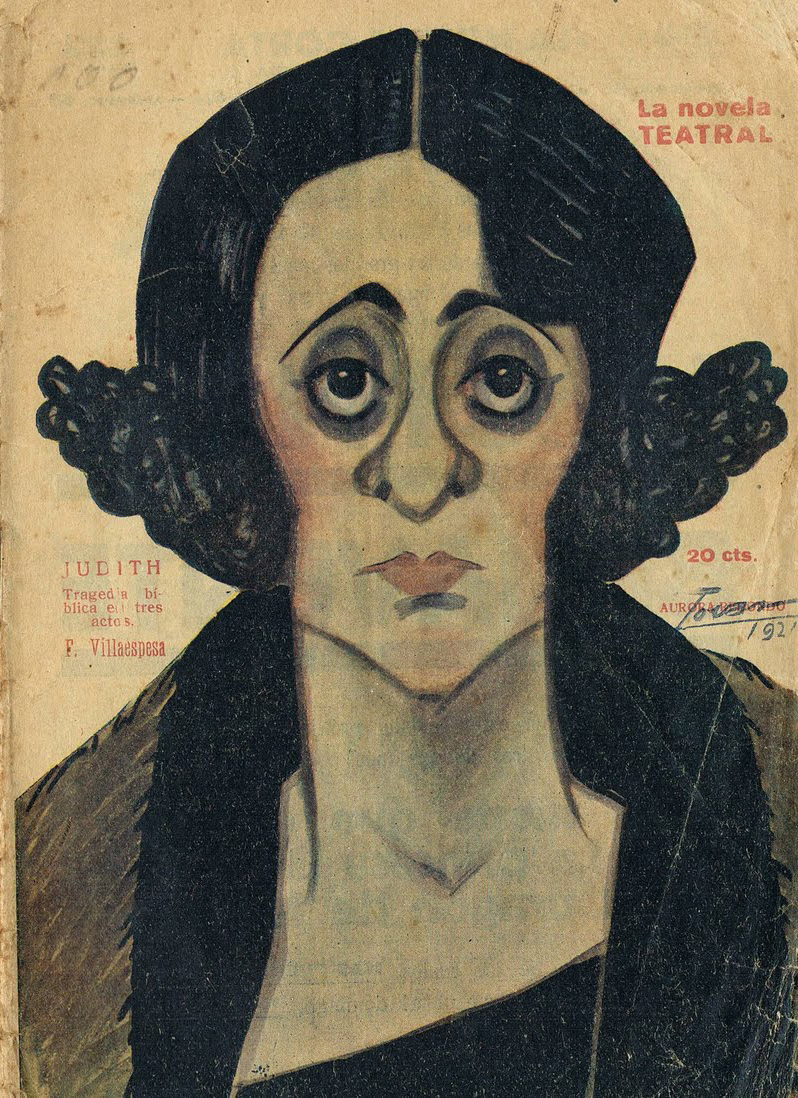
Caricaturizada por Tovar (1921)

Comenzó su carrera teatral a la edad de siete años. Debutó en la ciudad que le vio nacer en el Teatro Romea con la obra Doncell qui cerca Muller. Tras algunas funciones en Barcelona viaja a Madrid, donde actúa en el Teatro de la Comedia, con obras como Que viene mi marido (1918) y Los caciques (1920) y Es mi hombre (1921), todas ellas de Carlos Arniches. En 1937 representó en el Teatro Cómico de Buenos Aires El Padre Pitillo del mismo autor (400 representaciones). Arniches, además, fue el padrino de su boda con el también actor Valeriano León en 1925.

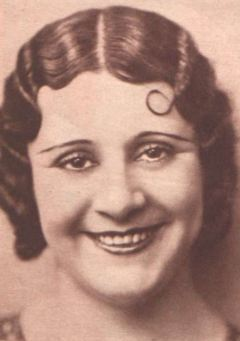
Fotografiada hacia 1930

Los dos trabajaron juntos en muchas ocasiones interpretando obras de los hermanos Álvarez Quintero, Pedro Muñoz Seca, Jacinto Benavente o Carlos Arniches entre otros. El fallecimiento de su marido en 1955 hizo que continuara su carrera en solitario, Las buenas personas, Aventura en lo gris (1963), Cita en Senlis (1963), Ninette y un señor de Murcia (1965); Buenos días condesita (1965); Un millón en la basura (1966), La vil seducción (1967), La pereza (1968), Petra regalada (1980), Las tormentas no vuelven (1982), La casa de Bernarda Alba (1984), Don Juan Tenorio (1987), Maribel y la extraña familia (1989) o Melocotón en almíbar, su última función, que interpreta con noventa y tres años de edad.
A pesar de su dedicación al teatro, también realizó incursiones en el cine y la televisión, destacando su papel en la serie Anillos de oro (1983).
A lo largo de su carrera recibió muchos premios y reconocimientos. Entre otros se encuentran: el Premio María Guerrero (1984); la Medalla al Mérito Artístico (1993); el Segismundo de la Asociación de Directores de Escena (1991); el Premio Miguel Mihura de la SGAE (1992).
Falleció por muerte natural el 9 de julio de 1996 a los 96 años. Fue incinerada en el crematorio del Cementerio de La Almudena al día siguiente, y la urna con sus cenizas introducidas en el panteón familiar del mismo cementerio.

## Teatro (parcial)
| - El rayo (1917), de Pedro Muñoz Seca - Que viene mi marido (1918), de Carlos Arniches. - Los caciques (1920), de Arniches. - Es mi hombre (1921), de Arniches. - La tela (1925), de Pedro Muñoz Seca. - ¡Viva Alcorcón, que es mi pueblo! (1931), de Francisco Ramos de Castro y Anselmo C. Carreño. - El Padre Pitillo (1937), de Arniches. - El abuelo Curro (1945), de Fernández Sevilla. - Aventura en lo gris (1963), de Antonio Buero Vallejo. - Ninette y un señor de Murcia (1965), de Miguel Mihura. - Un millón en la basura (1966), de Vicente Coello. - Pecados conyugales (1966), de Juan José Alonso Millán. - La vil seducción (1967), de Juan José Alonso Millán - La pereza (1968), de Ricardo Talesnik. - Tú me acostumbraste (1970), de Alfonso Paso. | - La sopera (1972), de Robert Lamoreux. - La muchacha sin retorno (1974), de Santiago Moncada. - Los gigantes de la montaña (1977), de Luigi Pirandello. - Maribel y la extraña familia (1978), de Miguel Mihura. - Petra regalada (1980), de Antonio Gala. - Las tormentas no vuelven (1982), de Santiago Moncada. - Isabel, reina de corazones (1983), de Ricardo López Aranda. - La casa de Bernarda Alba (1984), de Federico García Lorca. - Arsénico y encaje antiguo (1987), de Joseph Kesselring - Maribel y la extraña familia (1989), de Mihura. - Celos del aire (1990), de José López Rubio - Melocotón en almíbar (1993), de Miguel Mihura. |

## Cine
| - El cianuro... ¿solo o con leche? (1994). - Dos hombres y una mujer (1994). - Mala yerba (1991). - Yo soy ésa (1990). - Siempre Xonxa (1989). - Caminos de tiza (1988). - Violines y trompetas (1984). - Las bicicletas son para el verano (1984). - Corazón de papel (1982). - El hombre que yo quiero (1978). - Tengamos la guerra en paz (1977). - El mirón (1977). - Separación matrimonial (1973). - Secuestro a la española (1972). | - Coqueluche (1970). - El hombre que se quiso matar (1970). - De profesión sus labores (1970). - ¡Cómo sois las mujeres! (1968). - Buenos días, condesita (1967). - Un millón en la basura (1967). - Ninette y un señor de Murcia (1965). - Honorables sinvergüenzas (1961). - Amor bajo cero (1960). - El padre Pitillo (1955). - Cañas y barro (1954). - Mancha que limpia (1924). - Santa Isabel de Ceres (1923). |

## Televisión
| - Los ladrones van a la oficina - El rosario de su madre (3 de mayo de 1995). - El hombre con rostro (15 de noviembre de 1995). - Estamos en obras (29 de noviembre de 1995). - Canguros - Margarita se llama mi amor (6 de enero de 1995). - Celia (1993). - Pero ¿esto qué es? (1989-1990). - Primera función - La decente (9 de marzo de 1989). - El cianuro... ¿solo o con leche? (30 de marzo de 1989). - Madrugada (19 de octubre de 1989). - Las cometas (16 de noviembre de 1989). - Los mundos de Yupi - La llegada (18 de abril de 1988). - El mar y el tiempo - Anselmo Gato, dibujante (23 de diciembre de 1987). - Doña Eusebia, la madre (30 de diciembre de 1987). - Històries de cara i creu - I visca la música (20 de febrero de 1987). - La voz humana - Casi un matrimonio (11 de julio de 1986). - Platos rotos - Sábado, maldito sábado (25 de diciembre de 1985). - Tablón de anuncios (1984). - La comedia - Las tormentas no vuelven (22 de noviembre de 1983). - La importancia de llamarse Ernesto (13 de marzo de 1984). - Anillos de oro (1983). - Historias para no dormir - El trapero (27 de septiembre de 1982). | - Que usted lo mate bien - El túnel (13 de febrero de 1979). - La rifa (20 de marzo de 1979). - El quinto jinete - El demonio (15 de diciembre de 1975). - Los maniáticos - Propiedad horizontal (20 de agosto de 1974). - Noche de teatro - Ninette y un señor de Murcia (31 de mayo de 1974). - Animales racionales - Guardias y ladrones (17 de octubre de 1973). - El último café - Hora once - El crimen de Lord Saville (13 de febrero de 1970). - Estudio 1 - El landó de seis caballos (4 de junio de 1968). - Ninette, modas de París (21 de abril de 1970). - Una muchachita de Valladolid (2 de marzo de 1973). - Ocho mujeres (29 de junio de 1973). - La vida en un hilo (28 de septiembre de 1973). - Don Juan Tenorio (2 de noviembre de 1973). - La desconocida de Arrás (16 de marzo de 1978). - La tercera palabra (25 de octubre de 1978). - El orgullo de Albacete (22 de noviembre de 1978). - La guerra empieza en Cuba (20 de diciembre de 1978). - Pigmalión (21 de febrero de 1979). - Celos del aire (25 de abril de 1979). - El cianuro... ¿solo o con leche? (1989). - Isabel reina de corazones (7 de agosto de 1984). - Novela - Roberto, amor mío (23 de mayo de 1965). - Viento del Norte (30 de mayo de 1977). - El crimen de Lord Arthur Saville (8 de mayo de 1978). |